# مونترئال وست، کبک

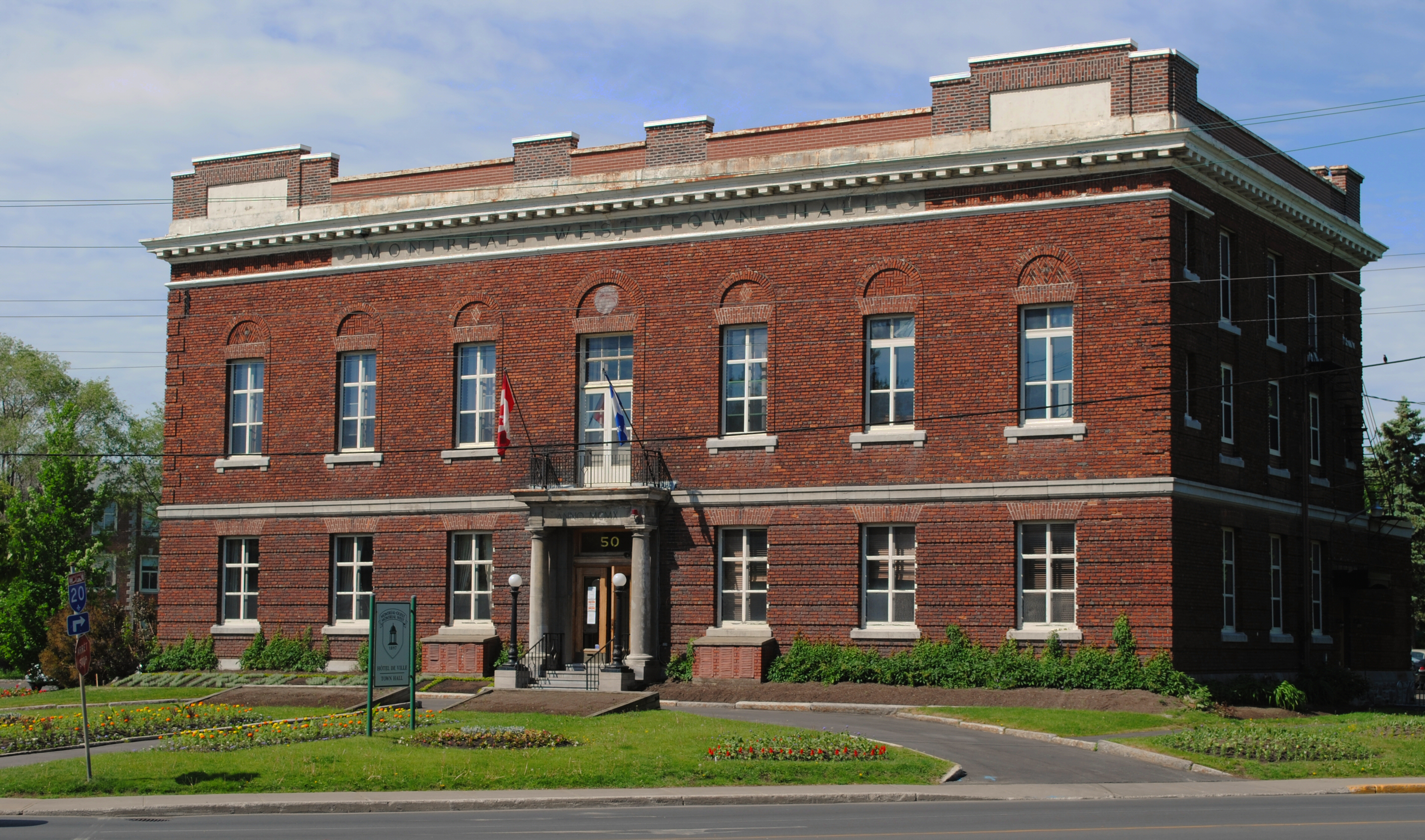
منطقه مسکونی در کانادا

مونترئال وست (به فرانسوی: Montreal West) شهرکی در  ناحیه مونترئال در استان کبک کانادا است. در سرشماری سال ۲۰۱۱ این شهرک ۵٬۳۳۹ نفر جمعیت داشته‌است و مساحت آن ۱٫۶۳ کیلومتر مربع است.